# Witold Sitarz

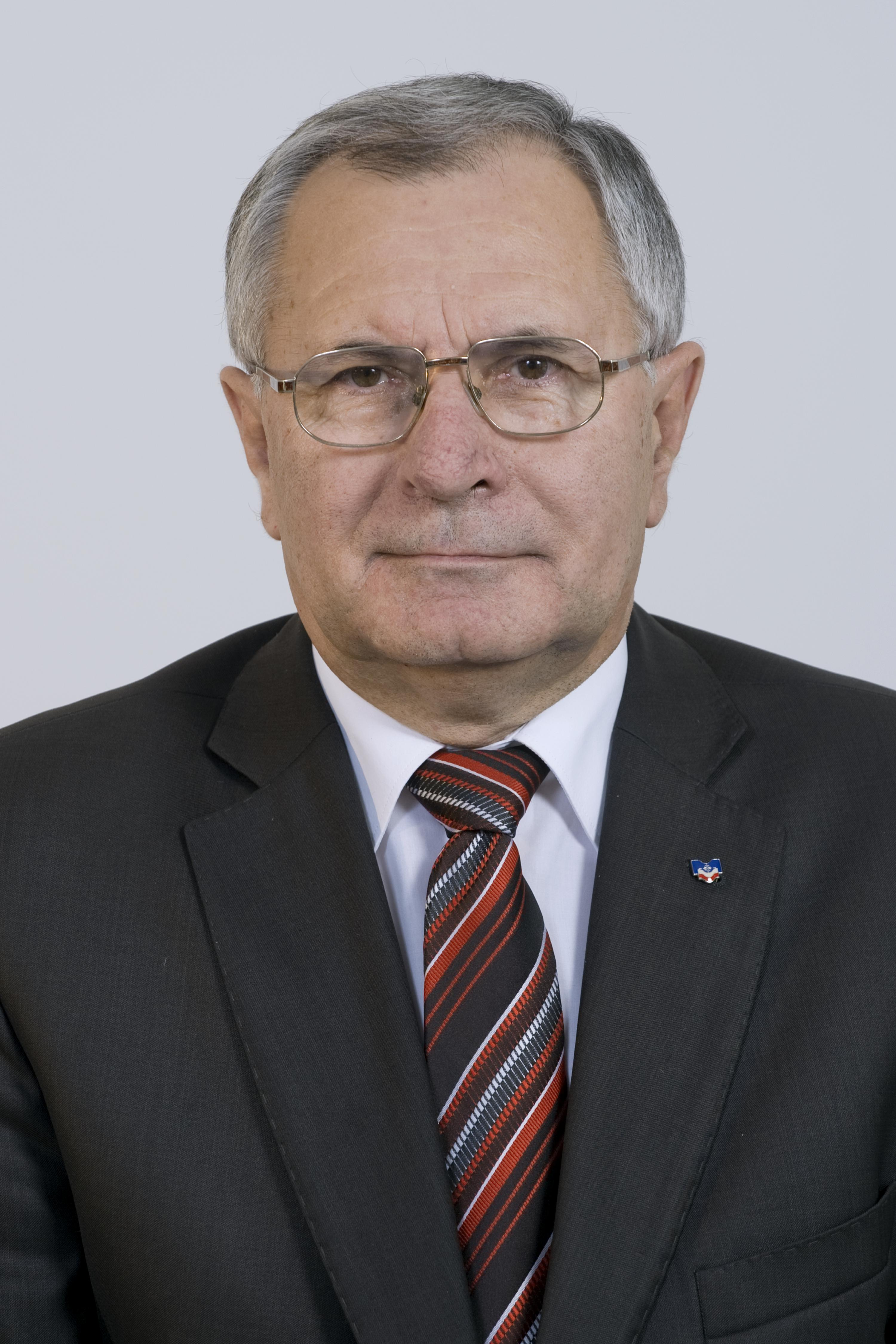
Witold Sitarz

Witold Jan Sitarz (* 12. August 1945 in Budy, Gemeinde Rozdrażew) ist ein polnischer Politiker der Platforma Obywatelska (Bürgerplattform).
Er studierte an der Technischen Universität Posen (Politechnika Poznańska). Dort schloss er 1968 sein Mechanik- und 1973 sein Elektrostudium jeweils als Ingenieur ab. 1968 bis 1993 arbeitete Witold Sitarz bei Mera-ZAP (Zakład Automatyki Przemysłowej) einem Hersteller von Industrierobotern in Ostrów Wielkopolski. 1980 wurde er Mitglied der Solidarność. Nach der Verhängung des Ausnahmezustandes 1981 und dem Verbot der Solidarność war Witold Sitarz im Untergrund für sie tätig. 1990 bis 1993 war er Präsident des Vorstandes und Direktor der Mera-ZAP. 1992 schloss er seinen MBA für Wirtschaft an der Universität Warschau ab. Anschließend war er bis 1994 Inspektor für den Wirtschaftsbereich der Stadt Kalisz. 1994 bis 2007 war er Vize- bzw. Direktor des Wasser- und Abwasserunternehmens Prosna. 2004 trat er in die Bürgerplattform ein, 2006 bis 2007 war er im Stadtrat von Kalisz.
Bei den vorgezogenen Parlamentswahlen 2007 trat Sitarz im Wahlkreis 36 Kalisz an. Mit 11.328 Stimmen gelang ihm der Einzug in den Sejm. Er arbeitet dort in den Ausschüssen für öffentliche Finanzen und Verteidigung.
Witold Sitarz ist verheiratet und hat drei Töchter.